# Corvin Plaza
A Corvin Plaza (korábban: Corvin bevásárlóközpont) Budapest egyik üzletközpontja, köznyelvi nevén plázája. 2010. október 27-én nyílt meg a józsefvárosi Corvin sétányon, a Futó utca 37–45. szám alatt. Az épületet a Mérték Építészeti Stúdió tervezte.
Építtetője A Futureal Zrt, melytől csaknem szerkezetkész állapotban vásárolta meg jelenlegi tulajdonosa a francia Klepierre csoport. Üzemeltetője a szintén francia tulajdonú, a Klepierre érdekeltségébe tartozó Ségécé Magyarország Kft. volt, mely az anyacég átszervezése után a későbbiekben Klépierre (Klépierre Managment Magyarország Kft) néven működik. A Klepierre csoportnak ez a 13. plázája Magyarországon. Az épület építési költsége 375 millió euró volt, a beruházó a dél-pest mintegy 400 000 fős lélekszámára méretezte a célközönségét. A bevásárlóközpont 4 szintes, bruttó kiskereskedelmi alapterülete 34 600 négyzetméter.

## A Corvin sétány projekt

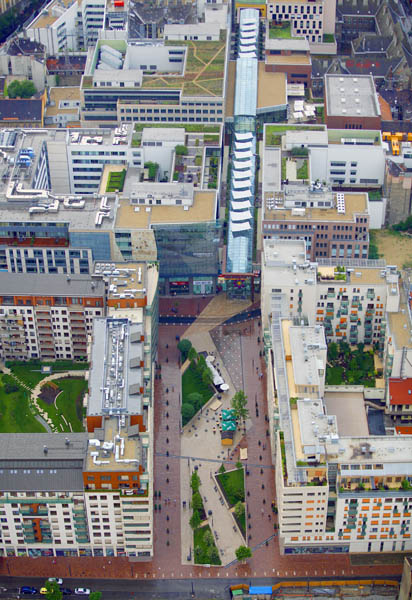
Corvin Plaza, légi felvétel

Az üzletközpontot a Corvin sétány projekt keretében építették fel. Ez Közép-Európa legnagyobb belváros-megújítási programja, és egyben Budapest legnagyobb ingatlanfejlesztési projektje. A fejlesztés 2004-ben indult, és a végén összesen 220 000 négyzetméteres területre fog kiterjedni. A projektben nem csak a bevásárlóközpont épült fel, hanem irodák, wellnessközpont és lakások is épülnek.

## Üzletek
A teljes alapterület mintegy 10%-át, 3600 négyzetmétert egy szupermarket foglalja el. Ezen kívül 9 közepes méretű outlet és több mint 100 kisebb üzlethelyiség található a komplexumban. A 4. szint teljes egészében éttermeknek ad helyet.
A nyitáskor az üzletközpont kihasználtsága 80%-os volt.